# وردونات
الوردونات (الاسم العلمي: Rosanae) هي فوق رتبة نباتية تتبع طائفة ثنائيات الفلقة من صف كاسيات البذور.

## رتب
- الآسيات (بالإنجليزية: Myrtales)‏
- البلوطيات (بالإنجليزية: Fagales)‏
- الحرابيات (بالإنجليزية: Celastrales)‏
- الحماضيات (بالإنجليزية: Oxalidales)‏
- الخبازيات (بالإنجليزية: Malvales)‏
- الصابونيات (بالإنجليزية: Sapindales)‏
- الغرنوقيات (بالإنجليزية: Geraniales)‏
- الفوليات (بالإنجليزية: Fabales)‏
- القديسيات (بالإنجليزية: Zygophyllales)‏
- القرعيات (بالإنجليزية: Cucurbitales)‏
- الكرميات (بالإنجليزية: Vitales)‏
- الكرنبيات (بالإنجليزية: Brassicales)‏
- الملبيغيات (بالإنجليزية: Malpighiales)‏
- الورديات (بالإنجليزية: Rosales)‏
- المتصالبيات (بالإنجليزية: Crossosomatales)‏